# Strażnica WOP Rutka Tartak
Strażnica Wojsk Ochrony Pogranicza Rutka-Tartak – zlikwidowany podstawowy pododdział graniczny Wojsk Ochrony Pogranicza pełniący służbę graniczną na granicy polsko-radzieckiej.

Strażnica Straży Granicznej w Rutce-Tartak – zlikwidoana graniczna jednostka organizacyjna polskiej straży granicznej realizująca zadania bezpośrednio w ochronie granicy państwowej z Republiką Litewską.

## Formowanie i zmiany organizacyjne
Strażnica została sformowana w 1945 w strukturze 25 komendy odcinka jako 121 strażnica WOP (Tartak) o stanie 56 żołnierzy. Kierownictwo strażnicy stanowili: komendant strażnicy, zastępca komendanta do spraw polityczno-wychowawczych i zastępca do spraw zwiadu. Strażnica składała się z dwóch drużyn strzeleckich, drużyny fizylierów, drużyny łączności i gospodarczej. Etat przewidywał także instruktora do tresury psów służbowych oraz instruktora sanitarnego.
W latach 1948–31 grudnia 1950, 121 strażnica OP Rutka-Tartak była w strukturach 11 batalionu Ochrony Pogranicza i w 1948 stacjonowała, w miejscowości Rutka-Tartak .
1 stycznia 1951 121 strażnica WOP Rutka-Tartak była w strukturach 194 batalionu WOP w Kowalach Oleckich i w 1951 stacjonowała w miejscowości Rutka-Tartak, a następnie 221 batalionu WOP w Gołdapi. 
Od 15 marca 1954 wprowadzono nową numerację strażnic. Strażnica III kategorii otrzymała numer 115.
15 listopada 1955 zlikwidowano sztab 221 batalionu WOP w Gołdapi. Strażnica podporządkowana została bezpośrednio pod sztab 19 Brygady WOP w Kętrzynie. W sztabie brygady wprowadzono stanowiska nieetatowych oficerów kierunkowych odpowiedzialnych za służbę graniczną strażnic.
Opracowany w maju 1956 przez Dowództwo WOP kolejny plan reorganizacji formacji przewidywał rozformowanie kilku brygad, sztabów, batalionów i strażnic. Ta reforma miała przede wszystkim korzyści finansowe. W wyniku tej reformy, w czerwcu 1956 strażnicę rozwiązano. W jej miejsce zorganizowano placówkę graniczną WOP kategorii „B” Rutka-Tartak.
W 1964 w Rutce-Tartak stacjonowała placówka WOP nr 7 22 Białostockiego Oddziału Wojsk Ochrony Pogranicza.
W 1976, w strukturze Podlasko-Mazurskiej Brygady WOP, odtworzono strażnicę w Rutce-Tartak.
Strażnica WOP Rutka-Tartak do 15 maja 1991 była w strukturach Podlasko-Mazurskiej Brygady WOP w Białymstoku.
Straż Graniczna:
15 maja 1991 po rozwiązaniu Wojsk Ochrony Pogranicza, 16 maja 1991 strażnica Rutka-Tartak weszła w podporządkowanie Podlaskiego Oddziału Straży Granicznej i przyjęła nazwę Strażnica Straży Granicznej w Rutce-Tartak.
W 1995 na stan etatowy 20 funkcjonariuszy SG, stan ewidencyjny wynosił 12 osób.
Jako Strażnica Straży Granicznej w Rutce-Tartak funkcjonowała do 23 sierpnia 2005 i 24 sierpnia 2005, Ustawą z 22 kwietnia 2005 O zmianie ustawy o Straży Granicznej..., została przekształcona na placówkę Straży Granicznej w Rutce-Tartak (PSG w Rutce-Tartak) w strukturach Podlaskiego Oddziału Straży Granicznej.
Budynek strażnicy został wybudowany w 1936 na potrzeby strażnicy batalionu KOP „Sejny” jako pomnik poświęcony Józefowi Piłsudskiemu. Posiada kształt połączonych liter JP.

## Ochrona granicy
W lipcu 1956 Placówka WOP kategorii „B” Rutka-Tartak swoim zasięgiem obejmowała powiat suwalski.
W 1960 7 placówka WOP Rutka-Tartak ochraniała odcinek 45000 m granicy państwowej od znaku granicznego nr 1987 do znaku gran. nr 1900.
W 1990 Strażnica WOP Rutka-Tartak sąsiadowała ze strażnicą WOP Gołdap – znak gran. nr 2083 i strażnicą WOP Sejny (Trompole – znak gran. nr 1915), a od południa strażnicą odwodową WOP Augustów.

## Wydarzenia
- 1946 – 8 kwietnia trzech obywateli litewskich dokonało nielegalnego przekroczenia granicy państwowej z ZSRR do Polski na furmance. Zarządzono pościg i sprawców ujęto. Przy zatrzymanych znaleziono broń oraz 10000 zł[21].
- 1947 – maj, komendant 121 strażnicy WOP 5 Oddziału Ochrony Pogranicza ppor. Dragun i trzech szeregowych zatrzymało w pobliżu granicy państwowej mężczyznę i 2 kobiety, którzy próbowali złożyć okup w postaci złotego zegarka i 30 pięciorublowych złotych monet. Po dokonaniu przeszukania znaleziono większą liczbę złotych monet biżuterię i dolary[22].
- 1976 – wycofano ostatecznie z granicy rowery, zastępując je motocyklami małolitrażowymi; WSK-175 dla kadry i WSK-125 dla żołnierzy służby zasadniczej (5–13 motocykli w zależności od obsady i na jakiej granicy). Wyposażone w łączność radiową motocykle stały się podstawowym środkiem transportu w służbie patrolowej i rozpoznawczej[23].

Straż Graniczna:
- 1990 – 19 grudnia, Dowódca Brygady płk dypl. Józef Kosno za zajęcie I miejsca we współzawodnictwie o tytuł „Przodującego pododdziału” wyróżnił w grupie pododdziałów granicznych strażnicę w Rutce-Tartak dowodzoną przez kpt. Stanisława Majewskiego[15].
- 1995 – 24 kwietnia w ramach operacji „skrzydło” w rejon województwa łomżyńskiego i suwalskiego skierowano nieetatowe grupy funkcjonariuszy do prowadzenia obserwacji i przeciwdziałania nielegalnym przelotom i przerzutom emigrantów drogą powietrzną. Wydzielone siły ze strażnic, kompanii odwodowych i Wydziału Ochrony Granicy Państwowej (WOGP) działały przez okres pół[24]).
- 1998 – 28 kwietnia przybyła do strażnicy oddelegowana pierwsza grupa żołnierzy Nadwiślańskich Jednostek Wojskowych, celem wzmocnienia ochrony granicy poprzez wspólne pełnienie służby granicznej[d][25].
- 1998 – 23 listopada na odcinku Podlaskiego Oddziału SG nielegalnie przekroczyła granicę państwową w ciągu ostatnich lat największa grupa nielegalnych imigrantów. Liczyła 113 obywateli różnych narodowości, między innymi z Afganistanu, Pakistanu, Indii. Grupa została zatrzymana w okolicach Suwałk, Sejn i Puńska[26][27]. Litewscy przemytnicy postanowili przerzucić grupę około 180 imigrantów, pozostałych zatrzymały służby litewskie[19].
- 1999 – luty, strażnica otrzymała na wyposażenie samochody osobowo-terenowe Land Rower[28], motocykle marki KTM i czterokołowe typu TRX marki Honda oraz konie do pełnienia służby granicznej[e][29][30].

## Sąsiednie strażnice/placówki
- 120 strażnica WOP Wiżajny ⇔ 122 strażnica WOP Wołyńce – 1946
- Placówka WOP Gołdap ⇔ Placówka WOP Hołny Wolmera – 1960
- Strażnica WOP Gołdap ⇔ Strażnica WOP Sejny – 15.05.1991[31]

Straż Graniczna:
- Strażnica SG w Gołdapi ⇔ Strażnica SG w Sejnach – 16.05.1991[31].
- Strażnica SG w Wiżajnach ⇔ Strażnica SG w Szypliszkach – 2000[32].

## Komendanci/dowódcy strażnicy
- ppor./por. Romuald Dragun (był 10.1946[f]–był 05.1947[23])
- ppor. Wierzbiński (był w 1948)
- por. Tadeusz Dąbrowski (był w 1948)
- ppor. Stanisław Skrzypczak (był w 1951)
- por. Jan Pawłowski (był w 1956)[33]
- por. Stefan Majewski (był 1.01.1991[34]–15.05.1991)

Komendanci strażnicy SG:
- por. SG Stefan Majewski (był 16.05.1991)[35]
- kpt. SG Krzysztof Sobiech (był w 2000)[36]
- Jerzy Kogaczewski.